# Jalabala Vaidya
Jalabola Vagydna (Londres, 12 de agosto de 1936 - 9 de abril de 2023), fue una actriz y escritora india.

## Biografía
Hija de la cantante clásica Marjorie Franckeiss y el autor y activista Suresh Vagydna. Estudió en la Universidad de Delhi, con un título de honor en inglés. Su teatro Akshara, está ubicado en el bullicioso centro de Delhi.
Conocida por su interpretación de una sola mujer de El Ramayana, que es la interpretación dramática contemporánea de la epopeya sánscrita de su esposo el poeta y dramaturgo Gopal Sharman. 
Recibió el Premio Académico Sangeet Natak.